# Alianza Electoral Perú Posible
La Alianza Electoral Perú Posible fue una alianza política peruana formada por los partidos Perú Posible, Acción Popular y Somos Perú con el fin de participar en las elecciones generales del 2011 con la candidatura presidencial del expresidente Alejandro Toledo.

## Historia
Ante la llegada de las elecciones generales convocadas para el año 2011, el expresidente Alejandro Toledo anunció en una conferencia de prensa su candidatura presidencial para dichas elecciones mediante una alianza electoral liderada por su partido Perú Posible. A esta alianza se le sumó el partido Acción Popular liderado por Víctor Andrés García Belaúnde, quien era aliado del partido en la bancada Alianza Parlamentaria, y luego el partido Somos Perú liderado por Fernando Andrade. También se integraron algunos movimiento regionales como Fuerza Loretana, Reforma Regional Andina Integración, Participación Económica y Social Puno y Fuerza Arequipeña.
En enero del 2011, Toledo inscribió su candidatura presidencial junto a Carlos Bruce como candidato a la primera vicepresidencia y al exministro Javier Reátegui en la segunda vicepresidencia.
| Candidatos       | Candidatos          | Candidatos          |
| Presidencia      | 1.a Vicepresidencia | 2.a Vicepresidencia |
| ---------------- | ------------------- | ------------------- |
| Alejandro Toledo | Carlos Bruce        | Javier Reátegui     |

Toledo se perfilaba en las encuestas liderado las preferencias seguido del exalcalde de Lima Luis Castañeda Lossio de Alianza Solidaridad Nacional y luego de la candidata Keiko Fujimori de Fuerza 2011, sin embargo, Toledo comenzó a bajar debido a la rivalidad entre Fujimori con el candidato nacionalista Ollanta Humala.
Culminando las elecciones, Toledo terminó en el cuarto lugar de las preferencias con un 15.63% de votos y para la segunda vuelta electoral, anunció su apoyo a Ollanta Humala de Gana Perú.

## Conformación de la Alianza
Los partidos políticos que conformaron esta alianza fueron:
| Partido | Partido                | Ideología principal  | Líder                         |
| ------- | ---------------------- | -------------------- | ----------------------------- |
|         | Perú Posible           | Reformismo           | Alejandro Toledo              |
|         | Acción Popular         | Neoliberalismo       | Víctor Andrés García Belaúnde |
|         | Somos Perú             | Democracia cristiana | Fernando Andrade              |
|         | Movimientos Regionales | Regionalismo         | N/D                           |

## Congresistas Electos
La alianza también presentó candidato al Congreso de la República en todas las regiones y en Lima encabezada por Cecilia Tait. La alianza resultó con 21 parlamentarios: 11 Congresistas de Perú Posible, 5 Congresistas de Acción Popular, 2 Congresistas de Somos Perú y 3 Congresistas de diferentes movimientos regionales.
| Región       | Nombre                        | Número de Votos | Partido Politico                                                           |
| ------------ | ----------------------------- | --------------- | -------------------------------------------------------------------------- |
| Áncash       | Modesto Julca Jara            | 29,660          | Perú Posible                                                               |
| Áncash       | Víctor Crisólogo Espejo       | 12,352          | Perú Posible                                                               |
| Arequipa     | Marco Falconí                 | 31,149          | Fuerza Arequipeña                                                          |
| Cajamarca    | Mesías Guevara                | 18,041          | Acción Popular                                                             |
| Callao       | Daniel Mora Zevallos          | 15,180          | Perú Posible                                                               |
| Huancavelica | Wuilian Monterola             | 24,706          | Perú Posible                                                               |
| Huánuco      | Carmen Omonte                 | 19,054          | Perú Posible                                                               |
| Junín        | Casio Huaire                  | 22,699          | Perú Posible                                                               |
| La Libertad  | José León Rivera              | 29,017          | Perú Posible                                                               |
| Lima         | Carlos Bruce                  | 130,620         | Perú Posible                                                               |
| Lima         | Cecilia Tait                  | 78,829          | Perú Posible                                                               |
| Lima         | Rennán Espinoza               | 60,791          | Perú Posible                                                               |
| Lima         | Víctor Andrés García Belaúnde | 53,769          | Acción Popular                                                             |
| Lima         | Yonhy Lescano                 | 44,604          | Acción Popular                                                             |
| Lima         | Fernando Andrade              | 40,772          | Somos Perú                                                                 |
| Loreto       | Norman Lewis del Alcázar      | 29,930          | Fuerza Loretana                                                            |
| Loreto       | Leonardo Inga Vásquez         | 25,937          | Acción Popular                                                             |
| Pasco        | Tito Valle Ramírez            | 13,095          | Somos Perú                                                                 |
| Piura        | Juan Castagnino Lema          | 22,828          | Perú Posible                                                               |
| Puno         | Mariano Portugal Catacora     | 27,868          | Reforma Regional Andina Integración, Participación Económica y Social Puno |
| Tumbes       | Manuel Merino                 | 9,474           | Acción Popular                                                             |

La alianza tuvo participación en la elección de la Mesa Directiva del Congreso debido a que el congresista Manuel Merino fue elegido como primer vicepresidente en el periodo 2011-2012. Otros también que participaron fueron Marco Falconí en el periodo 2012-2013, Carmen Omonte en el periodo 2013-2014 y Modesto Julca junto a Norman Lewis en el periodo 2014-2015.

## Parlamento Andino
La alianza electoral presentó candidatos al Parlamento Andino y llegó a obtener a Javier Reátegui de Perú Posible como único titular, mientras que Gonzalo Alegría de Acción Popular quedó como primer suplente y Nora Bonifaz Carmona de Somos Perú como segunda suplente.
| Candidatos electos           | Votos   |
| ---------------------------- | ------- |
| Javier Reátegui Rosselló     | 321,216 |
|                              |         |
| Candidatos Suplentes electos | Votos   |
| Gonzalo Alegría              | 187,154 |
| Nora Bonifaz                 | 69,310  |

## Resultados Electorales

### Elecciones presidenciales
| Año  | Fórmula presidencial | Fórmula presidencial | Fórmula presidencial | Fórmula presidencial | Votos     | %                | Resultado | Notas |
| Año  | Presidente           | Presidente           | Vicepresidentes      | Vicepresidentes      | Votos     | %                | Resultado | Notas |
| ---- | -------------------- | -------------------- | -------------------- | -------------------- | --------- | ---------------- | --------- | ----- |
| 2011 |                      | Alejandro Toledo     | 1.º                  | Carlos Bruce         | 2 289 561 | \| \| 15.63 % \| | 4°        |       |
| 2011 | 2.º                  | Alejandro Toledo     | Javier Reátegui      |                      | 2 289 561 | \| \| 15.63 % \| | 4°        |       |
|      | 15.63 %              |                      |                      |                      |           |                  |           |       |

### Elecciones parlamentarias
| Año  | Congresistas | Congresistas     | Congresistas | Posición | Notas |
| Año  | Votos        | %                | Escaños      | Posición | Notas |
| ---- | ------------ | ---------------- | ------------ | -------- | ----- |
| 2011 | 1 904 180    | \| \| 14.83 % \| | 21/130       | 3.º      |       |
|      | 14.83 %      |                  |              |          |       |

### Elecciones al Parlamento Andino
| Año  | Votos     | %                | Escaños | Posición | Notas |
| ---- | --------- | ---------------- | ------- | -------- | ----- |
| 2011 | 1 498 784 | \| \| 14.78 % \| | 1/5     | 3.°      |       |
|      | 14.78 %   |                  |         |          |       |

## Disolución
Conforme a la Ley de Partidos Políticos del Perú y de acuerdo a las respectivas normas electorales, la alianza electoral quedó automáticamente disuelta al concluir el proceso electoral.
Los congresistas de Perú Posible, Acción Popular y Somos Perú conformaron la Bancada congresal Alianza Parlamentaria junto con los congresistas de los movimientos políticos regionales e independientes que participaron en la Alianza Perú Posible a excepción del renunciante Carlos Bruce quien decidió conformar la Bancada Concertación Parlamentaria debido a su renuncia al partido.
Otras renuncias fueron de los miembros de Acción Popular y 4 congresistas que decidieron fundar la bancada Unión Regional. Otra renuncia fue la de Cecilia Tait quien quedó como independiente.
La alianza finalmente quedó con ocho congresistas de Perú Posible, dos de Somos Perú y un invitado, que era Yehude Simon.